# Daniela Schulte
Daniela Schulte geb. Röhle (* 30. Juni 1982 in Berlin) ist eine deutsche Schwimmerin. Sie ist mehrmalige Paralympics-Siegerin in der Startklasse S11.

## Leben
Daniela Schulte schwamm bereits als Kind im Sportverein. Ab dem Alter von neun Jahren erblindete sie langsam in Folge eines Gendefektes. Mit 13 Jahren startete sie erstmals bei einem Wettbewerb für Schwimmer mit Handicap. Seit 1996 trainiert sie mit Matthias Ulm, heutiger Cheftrainer des „Berliner Schwimmteams“, am Olympiastützpunkt Sportforum Hohenschönhausen und startete im selben Jahr bei den Paralympics in Atlanta, wo sie zweimal Gold mit der 4 × 100-m-Freistilstaffel und der 4 × 100-m-Lagenstaffel  sowie zweimal Silber in 200 m Lagen und 100 m Freistil gewann. Es folgten die Weltmeisterschaften 1998 mit 3 × Gold und 1 × Silber. Bei den Paralympics 2000 in Sydney errang sie eine Silbermedaille für 100 m Rücken, bevor sie ab Ende 2000 vom Leistungssport pausierte.
Ab Herbst 2007 begann sie wieder bei Matthias Ulm zu trainieren. Sie erreichte bei den Paralympics 2008 in Peking Bronze für 100 m Freistil und 2009 bei den Europameisterschaften 2 × Gold, 3 × Silber, 2 × Bronze. Die Weltmeisterschaften 2010 beschloss sie mit 3 × Gold und 3 × Bronze, die Weltmeisterschaften IBSA 2011 in Antalya mit 4 × Gold in 200 m Freistil, 100 m Rücken, 400 m Freistil und 200 m Lagen. Bei den Europameisterschaften 2011 erschwamm sie 1 × Gold (5 km offenes Wasser) und 4 × Silber (50 m Freistil, 400 m Freistil, 100 m Rücken, 200 m Lagen). Bei den Paralympics 2012 in London erreichte sie Gold für 400 m Freistil und Silber für 200 m Lagen. Die WM 2013 in Kanada beendete sie mit Gold für 400 m Freistil und Silber für 100 m Freistil, 100 m Rücken und 200 m Lagen.
Bei den 27. Internationalen Deutschen Meisterschaften im Schwimmen der Behinderten 2013 (IDM) errang sie Siege: Gold für 800 m Freistil (Weltrekord 10:57,82 min), 100 m Rücken, 50 m Rücken (Weltrekord 0:36,49 min), 400 m Lagen (Weltrekord 6:11,71 min), 200 m Lagen, 200 m Rücken, 200 m Freistil sowie Silber für 400 m Freistil.
Daniela Schulte ist verheiratet mit Christian Schulte, seit 2003 Mutter von Zwillingen und lebt in Berlin.

## Auszeichnungen
- 2012: Silbernes Lorbeerblatt
- 2012: Berlins Sportlerin des Jahres
- 2012: Verdienstorden des Landes Berlin
- 2012: Wahl zur Fahnenträgerin des deutschen Teams bei den Paralympics in London[7]
- 2012: Botschafterin des deutschen Sports und der Sportmetropole Berlin
- 2012: Birgitta-Blomquist Preis – Auszeichnung als beste deutsche Schwimmerin der Saison
- 2011: Birgitta-Blomquist Preis – Auszeichnung als beste deutsche Schwimmerin der Saison
- 2010: Birgitta-Blomquist Preis – Auszeichnung als beste deutsche Schwimmerin der Saison
- 2008: Silbernes Lorbeerblatt
- 2001: Silbernes Lorbeerblatt
- 2000: Berlins Jugendsportlerin (1. Platz): Nachwuchspreis, verliehen durch den Berliner Kurier
- 1999: Berlins Jugendsportlerin (2. Platz)
- 1998: Berlins Jugendsportlerin (2. Platz)
- 1996: Juniorsportler des Jahres – Sonderpreis Behindertensport der Stiftung Deutsche Sporthilfe
- 1996: Silbernes Lorbeerblatt